# Viktoria Schnaderbeck
Viktoria Schnaderbeck (Graz, 1991. január 4. –) korábbi osztrák női válogatott labdarúgó.

## Pályafutása

### Klubcsapatokban
Schnaderbeck hétéves korától rendszeresen részt vett iskolája edzésein Kirchberg an der Raabban és Weizben. 14 évesen került a Grazer AK akadémiájára, majd a LUV Graz együtteséhez.
2007-ben a Bayern München kínált fel számára lehetőséget és előbb a bajorok második számú csapatánál, majd a felnőtt csapatban is pályára lépett. Münchenben 132 mérkőzésen 5 találatot az itt töltött tíz szezonjában.
2018-ban az angol Arsenalhoz igazolt.

### A válogatottban
Lengyelország ellen 2007. május 5-én szerepelt első alkalommal az osztrák címeres mezben, 2013-tól pedig csapatkapitányként állt a nemzeti csapat rendelkezésére. Részt vett a 2017-es és a 2022-es Európa-bajnokságon, ahol július 15-én Norvégia ellen játszotta búcsúmérkőzését. Az utóbbi eseményen szerzett sérülését követően jelentette be ez év augusztusában visszavonulását.

## Sikerei, díjai

### Klubcsapatokban
Német bajnok (2):
- Bayern München (2): 2014–15, 2015–16

 Német kupagyőztes (1): 
- Bayern München (1): 2011–12

 Bundesliga-kupagyőztes (1): 
- Bayern München (1): 2011

### A válogatottban
Ausztria
- Ciprus-kupa győztes: 2016[5]